# Argo (sous-marin, 1912)
Pour les articles homonymes, voir Argo (sous-marin) et Argo.
Le Argo est un sous-marin de la classe Medusa, en service dans la Regia Marina lancé au début des années 1910 et ayant servi pendant la Première Guerre mondiale.

## Caractéristiques
La classe Medusa déplaçait 250 tonnes en surface et 305 tonnes en immersion. Les sous-marins mesuraient 45,15 mètres de long, avaient une largeur de 4,2 mètres et un tirant d'eau de 3 mètres. Ils avaient une profondeur de plongée opérationnelle de 40 mètres. Leur équipage comptait 2 officiers et 19 sous-officiers et marins. 
Pour la navigation de surface, les sous-marins étaient propulsés par deux moteurs diesel FIAT de 325 chevaux-vapeur (cv) (239 kW) chacun  entraînant deux arbres d'hélices. En immersion, chaque hélice était entraînée par un moteur électrique  Savigliano de 150 chevaux-vapeur (110 kW). Ils pouvaient atteindre 12,5 nœuds (23,1 km/h) en surface et 8,2 nœuds (15,1 km/h) sous l'eau. En surface, la classe Medusa avait une autonomie de 1 200 milles nautiques (2 222 km) à 8 noeuds (14,8 km/h); en immersion, elle avait une autonomie de 54 milles nautiques (100 km) à 6 noeuds (11,1 km/h).
Les sous-marins étaient armés de deux tubes lance-torpilles à l'avant de 45 centimètres, pour lesquels ils transportaient un total de 4 torpilles.

## Construction et mise en service
Le Argo est construit par le chantier naval FIAT-San Giorgio de La Spezia en Italie, et mis sur cale le 26 septembre 1910. Il est lancé le 14 janvier 1912 et est achevé et mis en service le 6 septembre 1912. Il est commissionné le même jour dans la Regia Marina.

## Historique
Une fois en service, le Argo  est affecté au IIe Escadron de sous-marins, basé à La Spezia; il effectue des activités de formation dans le nord de la mer Tyrrhénienne,.
Lorsque l'Italie entre dans la Première Guerre mondiale, il fait encore partie du IIe Escadron, mais il a changé de base pour s'installer à Venise; son commandant est le lieutenant de vaisseau (tenente di vascello) Guido del Greco,.
Il opère en fonction offensive dans l'Adriatique, au large de Pula et de Trieste..
Le 18 juillet 1916, il est envoyé en Adriatique centrale pour soutenir une attaque aérienne qui doit avoir lieu dans le canal de Morlacca (entre Pag et la côte dalmate), visant quelques navires marchands de la Lloyd autrichienne.
Le 26 août de la même année (le commandant de l'unité est le lieutenant de vaisseau Mario Falangola), le Argo est envoyé pour entraver le sauvetage du sous-marin Pullino, qui s'est échoué et a été capturé par les Autrichiens un mois plus tôt et coulé pendant le remorquage. Le Argo trouve deux pontons engagés dans la récupération de la carcasse du Pullino et commence un combat de surface avec le torpilleur 50 T, escortant les pontons, mais il doit plonger et s'éloigner lorsqu'un de ses moteurs diesel est tombé en panne, non sans avoir lancé deux torpilles contre les pontons (les deux torpilles passent sous les pontons sans exploser); cette attaque a dissuadé la k.u.k. Kriegsmarine (kaiserliche und königliche Kriegsmarine ou Marine de guerre impériale et royale austro-hongroise) de la poursuite des tentatives de récupération du Pullino,.
Les 1er et 2 novembre, il est envoyé dans la zone du canal de Fažana pour soutenir une attaque de la Xe Flottiglia MAS qui devait y avoir lieu.
Désarmé en décembre 1916, il est radié en 1918 et mis au rebut.